# Qatar Masters
Commercial Bank Qatar Masters är en golftävling på PGA European Tour som spelas på Doha Golf Club i Doha, Qatar.
Qatar Masters spelades första gången 1998 och är en av fem tävlingar som spelas i Persiska viken. De andra tävlingarna är Abu Dhabi HSBC Golf Championship, Omega Dubai Desert Classic, Oman Open och DP World Tour Championship, Dubai. 2005 var tävlingen även sanktionerad av Asian Tour för första gången.
Tävlingen var en av de mindre tävlingarna på Europatouren och den hade en prissumma på omkring 1,1 miljoner euro 2005. Det året var Ernie Els den enda spelaren bland de 50 bästa på golfens världsranking som deltog. Efter att första dagen ha legat på delad 81:a plats så spelade han bättre och bättre de tre avslutande rundorna och vann till slut tävlingen. Två svenskar har vunnit Qatar Masters och det är Joakim Haeggman och Henrik Stenson. 2018 var prissumman $1,750,000, varav vinnaren erhöll $291,667 i prispengar.

## Segrare
| År                            | Segrare                       | Resultat                      | Mot par                       | Segermarginal                 | Runner(s)-up                           |
| Commercial Bank Qatar Masters | Commercial Bank Qatar Masters | Commercial Bank Qatar Masters | Commercial Bank Qatar Masters | Commercial Bank Qatar Masters | Commercial Bank Qatar Masters          |
| ----------------------------- | ----------------------------- | ----------------------------- | ----------------------------- | ----------------------------- | -------------------------------------- |
| 2018                          | Eddie Pepperell               | 270                           | −18                           | 1 slag                        | Oliver Fisher                          |
| 2017                          | Wang Jeung-hun                | 272                           | −16                           | Särspel                       | Joakim Lagergren, Jaco van Zyl         |
| 2016                          | Branden Grace (2)             | 274                           | −14                           | 2 slag                        | Rafael Cabrera-Bello, Thorbjørn Olesen |
| 2015                          | Branden Grace                 | 269                           | −19                           | 1 slag                        | Marc Warren                            |
| 2014                          | Sergio García                 | 272                           | −16                           | Särspel                       | Mikko Ilonen                           |
| 2013                          | Chris Wood                    | 270                           | −18                           | 1 slag                        | George Coetzee, Sergio García          |
| Commercialbank Qatar Masters  |                               |                               |                               |                               |                                        |
| 2012                          | Paul Lawrie (2)               | 201                           | −15                           | 4 slag                        | Jason Day, Peter Hanson                |
| 2011                          | Thomas Bjørn                  | 274                           | −14                           | 4 slag                        | Álvaro Quirós                          |
| 2010                          | Robert Karlsson               | 273                           | −15                           | 3 slag                        | Alvaro Quirós                          |
| 2009                          | Álvaro Quirós                 | 269                           | −19                           | 3 slag                        | Louis Oosthuizen, Henrik Stenson       |
| 2008                          | Adam Scott (2)                | 268                           | −20                           | 3 slag                        | Henrik Stenson                         |
| 2007                          | Retief Goosen                 | 273                           | −15                           | 1 slag                        | Nick O'Hern                            |
| 2006                          | Henrik Stenson                | 273                           | −15                           | 3 slag                        | Paul Broadhurst                        |
| Qatar Masters                 |                               |                               |                               |                               |                                        |
| 2005                          | Ernie Els                     | 276                           | −12                           | 1 slag                        | Henrik Stenson                         |
| 2004                          | Joakim Haeggman               | 272                           | −16                           | 1 slag                        | Nobuhito Sato                          |
| 2003                          | Darren Fichardt               | 275                           | −13                           | Särspel                       | James Kingston                         |
| 2002                          | Adam Scott                    | 269                           | −19                           | 6 slag                        | Nick Dougherty, Jean-François Remésy   |
| 2001                          | Tony Johnstone                | 274                           | −14                           | 2 slag                        | Robert Karlsson                        |
| 2000                          | Rolf Muntz                    | 280                           | −8                            | 5 slag                        | Ian Woosnam                            |
| 1999                          | Paul Lawrie                   | 268                           | −20                           | 7 slag                        | Søren Kjeldsen, Phillip Price          |
| 1998                          | Andrew Coltart                | 270                           | −18                           | 2 slag                        | Andrew Sherborne, Patrik Sjöland       |